# PRRG1
PRRG1 (англ. Proline rich and Gla domain 1) – білок, який кодується однойменним геном, розташованим у людей на короткому плечі X-хромосоми. Довжина поліпептидного ланцюга білка становить 218 амінокислот, а молекулярна маса — 24 947.
| 10         |  | 20         |  | 30         |  | 40         |  | 50         |
| ---------- |  | ---------- |  | ---------- |  | ---------- |  | ---------- |
| MGRVFLTGEK |  | ANSILKRYPR |  | ANGFFEEIRQ |  | GNIERECKEE |  | FCTFEEAREA |
| FENNEKTKEF |  | WSTYTKAQQG |  | ESNRGSDWFQ |  | FYLTFPLIFG |  | LFIILLVIFL |
| IWRCFLRNKT |  | RRQTVTEGHI |  | PFPQHLNIIT |  | PPPPPDEVFD |  | SSGLSPGFLG |
| YVVGRSDSVS |  | TRLSNCDPPP |  | TYEEATGQVN |  | LQRSETEPHL |  | DPPPEYEDIV |
| NSNSASAIPM |  | VPVVTTIK   |  |            |  |            |  |            |

A: Аланін

C: Цистеїн

D: Аспарагінова кислота

E: Глутамінова кислота

F: Фенілаланін

G: Гліцин

H: Гістидин

I: Ізолейцин

K: Лізин

L: Лейцин

M: Метіонін

N: Аспарагін

P: Пролін

Q: Глутамін

R: Аргінін

S: Серин

T: Треонін

V: Валін

W: Триптофан

Задіяний у такому біологічному процесі, як альтернативний сплайсинг. 
Локалізований у мембрані.